# زلازل جيجل 1856
وقعت زلازل جيجل في 21 و22 أغسطس عام 1856 بالقرب من سواحل الجزائر الشمالية، في مدينة جيجل الساحلية، والتي كانت تعرف بمدينة إجيجلي في ذلك الوقت إبان الحكم الاستعماري. قوة الزلزالين غير معروف، لذا يقدر كل منهما بأقصى شدة على مقياس ميركالي IX (عنيفة). وصلت تأثير الزلزالين إلى جنوة شمال إيطاليا، وتبعتها موجة تسونامي انطلقت من البحر الأبيض المتوسط. ولقي ثلاثة أشخاص حتفهم نتيجةً للزلزال الثاني.

## التسونامي
دفع قوة الزلزال لتكوين موجات مد تسونامي، دمرت هذه الموجات جدار الصد المقام على شواطئ جيجل، ووصل حتى مدينة بجاية، لكن ارتفاع بجاية عن سطح البحر حال دون وقوع أضرار، كما وصلت الأمواج حتى سواحل جزر البليار الإسبانية. وحذر الأكاديمي المختص بالزلازل عمر مغراوي من إمكانية حدوث زلازل وموجات تسونامي مدمرًا على سواحل البحر الأبيض المتوسط، ودعى لرفع التنسيق بين الدول لتخفيف الأضرار.